# Lover Man (Oh, Where Can You Be?)
Cet article porte sur la chanson de Billie Holiday. Pour la chanson de Jimi Hendrix, voir Lover Man.
Lover Man (Oh, Where Can You Be?), souvent appelé Lover Man, est une chanson populaire écrite en 1942 par Jimmy Davis (en), Ram Ramirez (en) et Jimmy Sherman (en) pour Billie Holiday.
À l'origine simple bluette, la chanson est devenue standard de jazz, elle est reprise par de nombreux artistes, comme Charlie Parker, Lee Konitz, Jeanne Lee & Ran Blake, Sonny Rollins & Coleman Hawkins ou encore Ella Fitzgerald & Duke Ellington.

## À propos du morceau

### Composition
Dans on autobiographie Lady Sings the Blues (1956), Billie Holiday raconte que Jimmy Davis (en) a écrit Lover Man pour la chanteuse pendant son service militaire, et qu'il lui a montrée dès qu'il a pu. Malheureusement, Davis est envoyé en Europe, et Holiday ne l'a plus jamais revu. Holiday ne mentionne pas la participation de Jimmy Sherman (en), mais regrette que Ram Ramirez (en) soit souvent crédité comme le seul auteur de la chanson.
La chanson est publiée en 1942, mais à cause d'un conflit entre le syndicat des musiciens et les labels discographiques (en), il faut attendre octobre 1944 pour que la chanteuse l'enregistre.

### Paroles
Les paroles, avec leur tristesse et l'usage de l'argot, collent très bien à la voix de Billie Holiday. Elles évoquent une jeune femme qui se désole d'être seule et rêve d'un amant qui viendrait l'aimer,.

### Musique
Lover Man est une chanson assez simple, rendue intéressante par la richesse de son harmonie. C'est une ballade très bluesy construite sur une forme AABA.
La version originale débute en Si mineur, pour aller petit à petit vers la relative majeure Ré. Le morceau enchaine des II-V sans forcément résoudre sur un I, ce qui crée une certaine ambiguïté.

## Enregistrements

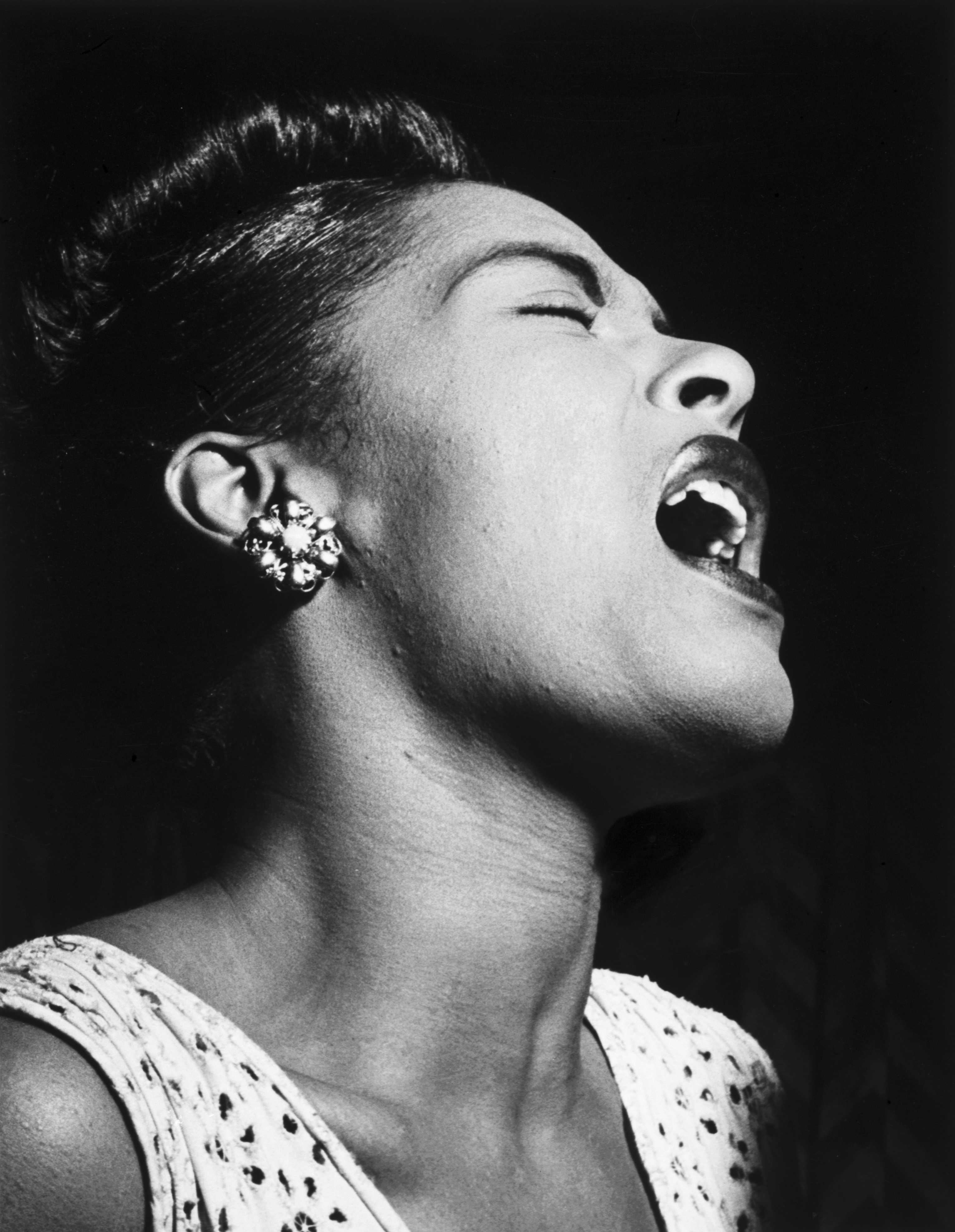
Billie Holiday, pour qui la chanson a été écrite.

Empêchée d'enregistrer par la grève des musiciens (en), Billie Holiday a hâte de retourner en studio. Elle va voir son ami le producteur Milt Gabler chez Decca Records, en lui demandant d'enregistrer avec un orchestre à cordes. Après une bataille avec la direction, Gabler accède à sa demande et la session a lieu en octobre 1944. Sa version de Lover Man atteint la 5e place du classement R&B[réf. souhaitée] et la 16e place de la pop en 1945.
Elle est intronisée au Grammy Hall of Fame en 1989.

### Autres version vocales
Barbra Streisand enregistre une version pour son album Simply Streisand en 1967, sa version a culminé à la 29e place du classement Billboard Adult Contemporary.
Sarah Vaughan enregistre la chanson pour le label Guild en 1945 avec le soutien d'un ensemble instrumental comprenant le trompettiste Dizzy Gillespie et le saxophoniste Charlie Parker,. Sa version de 1954, sur Swingin’ Easy, offre le statut de classique à la chanson.
Après avoir dominé les Billboard Music Awards 1992 avec 4 nominations[C'est-à-dire ?], Whitney Houston chante un medley commençant par Lover Man[précision nécessaire].
D'autres chanteurs ou chanteuses ont interprété Lover Man :
- Jeanne Lee et Ran Blake en 1962 sur The Newest Sound Around[1]
- Ella Fitzgerald et Duke Ellington en 1966 sur The Stockholm Concert[1]

### Versions instrumentales

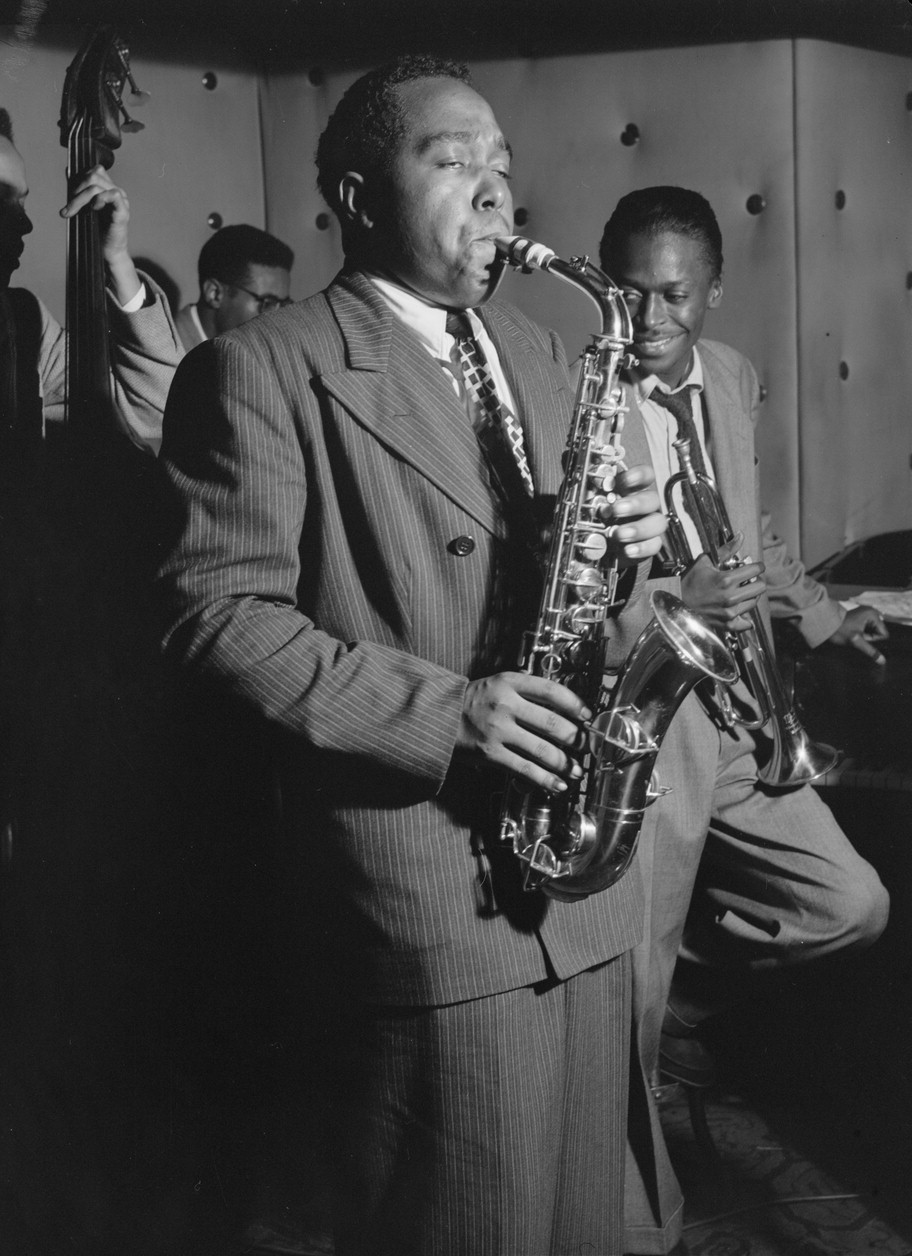
Charlie Parker a enregistré une version mémorable de Lover Man.

Le 29 juillet 1946, Charlie Parker enregistre Lover Man, alors que peu auparavant, sa dépendance à l'héroïne l'avait conduit pour quelque temps dans un hôpital psychiatrique. Selon la légende, il aurait été dans un tel état que deux hommes, dont le producteur de Dial Records, auraient été nécessaires pour le maintenir debout près du micro pendant l'enregistrement. On peut peut-être y trouver l'explication du léger décalage avec le piano pendant l'exposition du thème, ce qui n'empêche pas le morceau d'être une réussite,,,,.
Sonny Stitt joue la chanson à plusieurs reprises au saxophone alto de manière virtuose, dans la tonalité originale 
de Ré bémol[réf. souhaitée]. La plupart des musiciens de jazz jouent néanmoins la chanson en Fa.
Lee Konitz a enregistré le morceau à de nombreuses reprises : avec Gerry Mulligan en 1953, avec Stan Kenton en 1953 (saluée par le critique de jazz Ted Gioia), avec Phineas Newborn Jr en 1958, avec Martial Solal en 1968, avec Gil Evans en 1980, avec Michel Petrucciani en 1982 ou avec Paul Bley en 1997.
D'autres musiciens ont également enregistré Lover Man, notamment :
- Eddie Heywood Jr en décembre 1944[7]
- Bill Evans en 1963 sur Time Remembered[4]
- Coleman Hawkins et Sonny Rollins en 1963[1]
- Phil Woods
- Cannonball Adderley
- Don Byas
- Art Pepper
- Charles McPherson
- Grover Washington, Jr.
- Wardell Gray